# 이복성
이복성(1902년 9월 9일~1954년 7월 18일)은 대한민국의 정치인이다. 제3대 국회의원을 지냈다.

## 역대 선거 결과
|  | 11.26% |

|  | 40.56% |